# Pennsylvania Railroad
De Pennsylvania Railroad (reporting mark PRR ) was een Amerikaanse class I railroad spoorwegmaatschappij, opgericht in 1846. De onderneming werd veelal aangeduid als de "Pennsy" en was gevestigd in Philadelphia in Pennsylvania.

## Overzicht
De PRR was de grootste spoorweg qua verkeer en omzet in de VS in de eerste helft van de twintigste eeuw. Het werd op een bepaald moment het grootste beursgenoteerde bedrijf ter wereld. Op haar hoogtepunt exploiteerde onderneming ongeveer 10.000 mijl (16.000 km) aan spoorlijn. In de jaren 1920 bedroeg het verkeer (gemeten in ton-mijl vracht) ongeveer drie keer zoveel als dat van andere spoorwegen van vergelijkbare lengte, zoals de Union Pacific Railroad of de ATSF. De enige directe concurrent was de New York Central Railroad, die driekwart van de PRR's ton-mijl transporteerde.
In de loop van haar geschiedenis is de PRR gefuseerd met of had belang bij ten minste 800 andere spoorlijnen en bedrijven. Het bedrijf heeft nog steeds het record voor de langste ononderbroken uitkering van dividend in de geschiedenis. Meer dan 100 jaar achter elkaar heeft het jaarlijks dividend uitgekeerd aan de aandeelhouders. Op een gegeven moment was de jaarlijkse begroting van de PRR groter dan die van de Amerikaanse regering, en op het hoogtepunt werkten er 250.000 werknemers.
In 1968 is de Pennsylvania Railroad gefuseerd met haar rivaal, de New York Central Railroad. Ze vormden samen de Penn Central Transportation Company. De Interstate Commerce Commission, een reguleringsinstatie voor de spoorwegen, eiste in 1969 dat het noodlijdende bedrijf New York, New Haven and Hartford Railroad werd toegevoegd. Een aaneenschakeling van gebeurtenissen, waaronder de inflatie, slecht beheer, abnormaal slechte weersomstandigheden en de intrekking van een door de overheid gegarandeerde operationele lening van 200 miljoen dollar, dwong de Penn Central op 21 juni 1970 tot het aanvragen van faillissementsbescherming. De levensvatbare onderdelen van Penn Central werden in 1976 overgeheveld naar de nieuw opgerichte Conrail, die in 1981 weer winstgevend was. In 1999 verwierven de Norfolk Southern Railway en CSX Transportation beide ongeveer de helft van Conrail, waarbij de Norfolk Southern nu het grootste deel van de voormalige Pennsylvania Railroad bezit, inclusief de oude Pennsy Main Line in Pennsylvania.
Het bedrijfslogo van de Pennsylvania Railroad was een sluitsteen, symbool van de staat Pennsylvania, met in het midden de letters PRR die met elkaar zijn verweven. De ondergrond was helder rood gekleurd en de belettering zilver-grijs.

## Tijdlijn

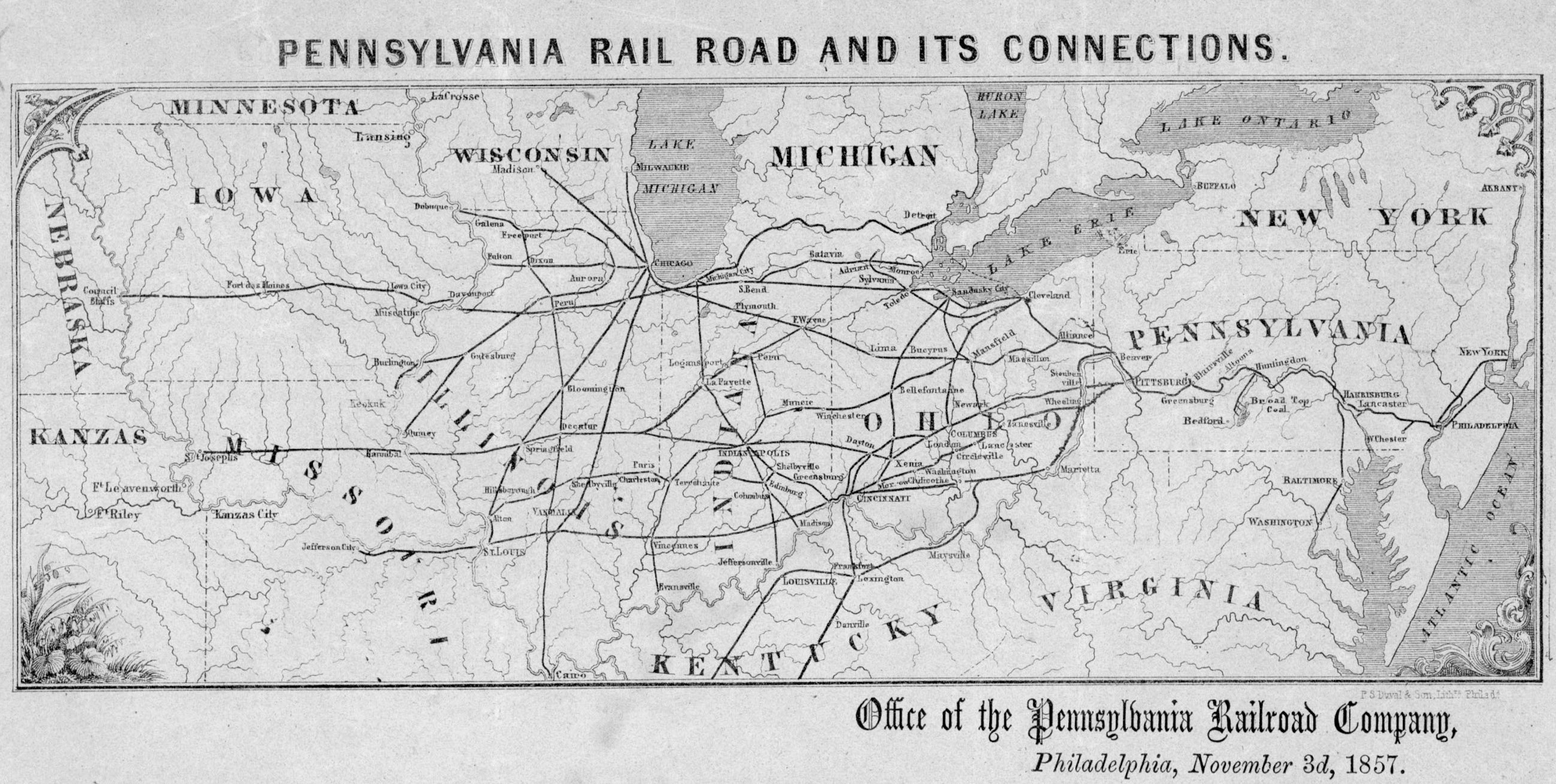
PRR spoorwegenkaart uit 1857

Het PRR territorium in 1893

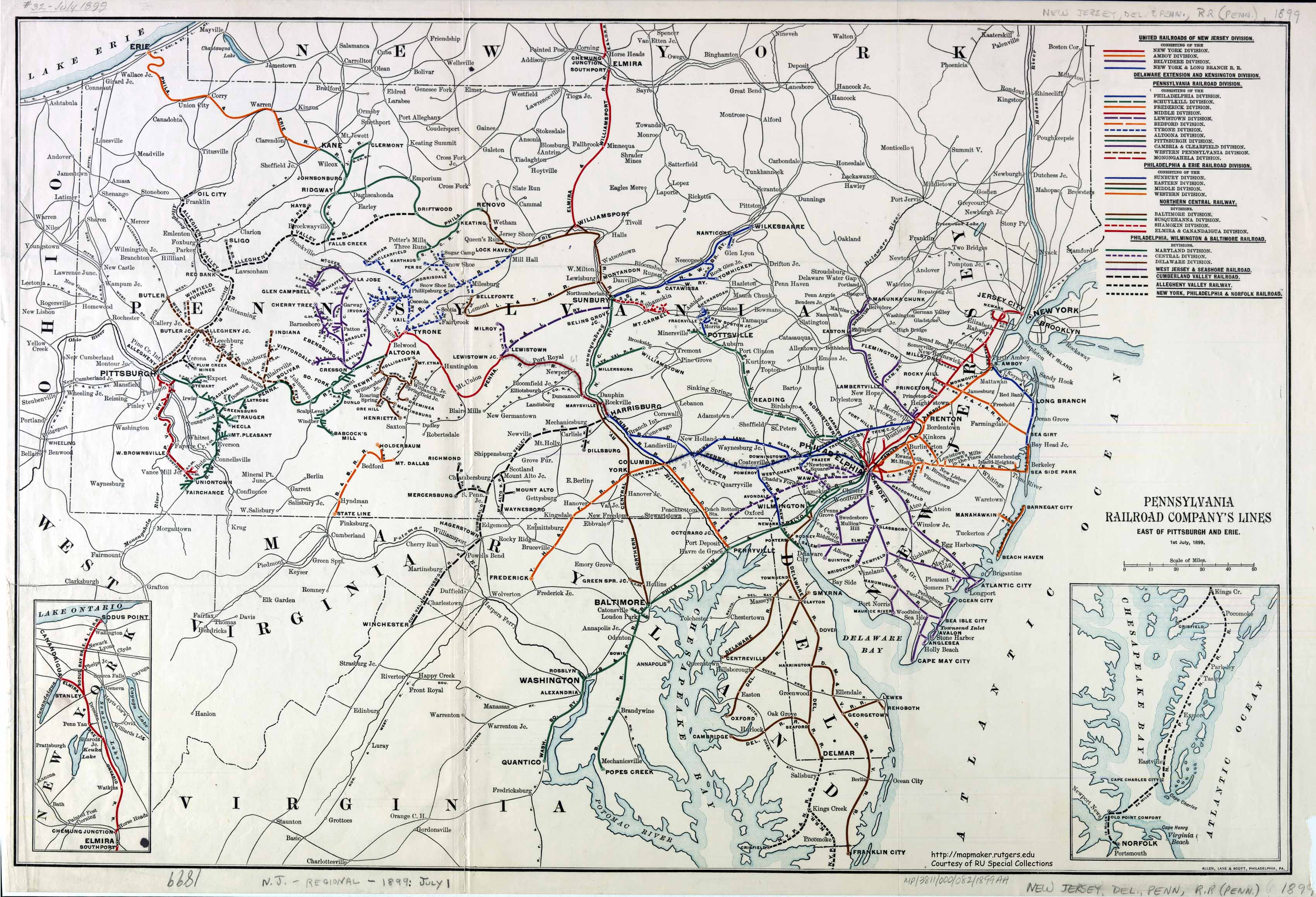
Kaart van de "Lines East" in 1899

- 1846 De Pennsylvania Railroad (PRR) is opgericht om een spoorlijn te bouwen van Harrisburg naar Pittsburgh.
- 1850 De bouw start van een reparatiewerkplaats in Altoona .
- 1860-1890 PRR breidt uit over het hele oosten van de VS.
- 1869 PPR huurt de Pittsburgh, Ft. Wayne & Chicago spoorweg, waardoor het formeel de controle krijgt van een directe route naar het hart van het Middenwesten.
- 1885 De Congressional Limited Express van New York naar Washington wordt geïntroduceerd.
- 1887 Het Pennsylvania Limited wordt ingehuldigd lopend tussen New York en Chicago. Hier rijden de eerste doorgangsrijtuigen (vestibuled train).[5]
- 1894 De Pennsylvania Pacific Corporation wordt opgericht door de PRR.
- 1902 De Pennsylvania Special werd ingehuldigd ter vervanging van de Pennsylvania Limited tussen New York en Chicago.[6]
- 1906 Een ongeval in Atlantic City doodt 53 mensen.
- 1910 Penn Station in New York wordt geopend met een geëlektrificeerde terminal en tunnels, waarmee Manhattan direct wordt bediend.
- 1912 De Broadway Limited werd ingehuldigd, ter vervanging van de Pennsylvania Special.
- 1915 PRR elektriseert in de voorsteden van Philadelphia lijnen tussen Philly Centraal en Paoli.
- 1916 PRR komt met het motto, "Standaard Railroad of the World" . De eerste I1s "Decapod" locomotief wordt voltooid, en de te schakelen locomotieven van de A5s- en B6sb-klasse worden geïntroduceerd.
- 1918 Het PRR aandeel daalt tot $ 40 ¼ (zo'n 600 dollar in het heden), het laagste sinds 1877, grotendeels als gevolg van de Federale spoorwegreguleringswet. Spoedvracht wordt omgeleid via New York Penn Station en de Hudson River tunnels door de wet te omzeilen. Locomotief-klasse N1s wordt geïntroduceerd voor westerse PRR-lijnen. De PRR elektriseert de forensenlijn tussen het Centraal Philadelphia en de voorstad Chestnut Hill .
- 1928-1938 PRR geëlektrificeerd zijn New York-Washington hoofdlijn, de Chicago-Philadelphia hoofdlijn tussen Harrisburg en Paoli, diverse forensenlijnen rond Philadelphia en New York, en de belangrijkste lijnen van vrachttransport.
- 1943 Een ongeval op Frankford Junction in Pennsylvania doodt 79 mensen.
- 1946 De PRR rapporteerde voor de eerste keer in zijn geschiedenis een nettoverlies.[7]
- 1951 Een ongeval in Woodbridge, New Jersey doodt 85 mensen.
- 1957 Stoomlocomotieven van de PRR vloot worden uit actieve dienst verwijderd.
- 1968 Pennsylvania Railroad fuseert met New York Central en vormt van de Penn Central Transportation Company (Penn Central).

Tijdlijn van het Post PRR-tijdperk
- 1970 Penn Central vraagt het faillissement aan op 21 juni 1970.
- 1976 De federale regering van de VS vormt de Consolidated Rail Corporation (Conrail) uit de restanten van Penn Central en andere failliet spoorwegen uit het noordoosten en midwesten.
- 1986 Conrail wordt geprivatiseerd.
- 1998-1999 De Amerikaanse regering verkoopt Conrail aan en laat het opdelen tussen de CSX Transportation (CSX) en Norfolk Southern Railway (NS), waarbij CSX 42% verkrijgt en NS 58% (inclusief de meeste van de vroegere PRR lijnen).

## Publicaties
- Edvin Alexander (1947). Pennsylvania Railroad. Bonanza books.
- Atterbury-Bakalar Air Museum (2000), General Atterbury. Retrieved February 21, 2005.
- Peter Martinez (1960). The Children's Illustrated Guide to the Pennsylvania Railroad.
- President and Fellows of Harvard College (2004). 20th century great American business leaders — Martin W. Clement. op hbs.edu
- Rensselaer Polytechnic Institute (2005), RPI: Alumni hall of fame: Alexander J. Cassatt.op rpi.edu.
- William G. Thomas (2007). "The Countryside Transformed: The Eastern Shore of Virginia, the Pennsylvania Railroad and the Creation of the Modern Landscape" In: Southern Spaces, 31 juli 2007.
- John H. White, Jr. (Spring (season) 1986), America's most noteworthy railroaders, Railroad History, Railway and Locomotive Historical Society, 154, pp. 9–15.